# Ernest Koroma

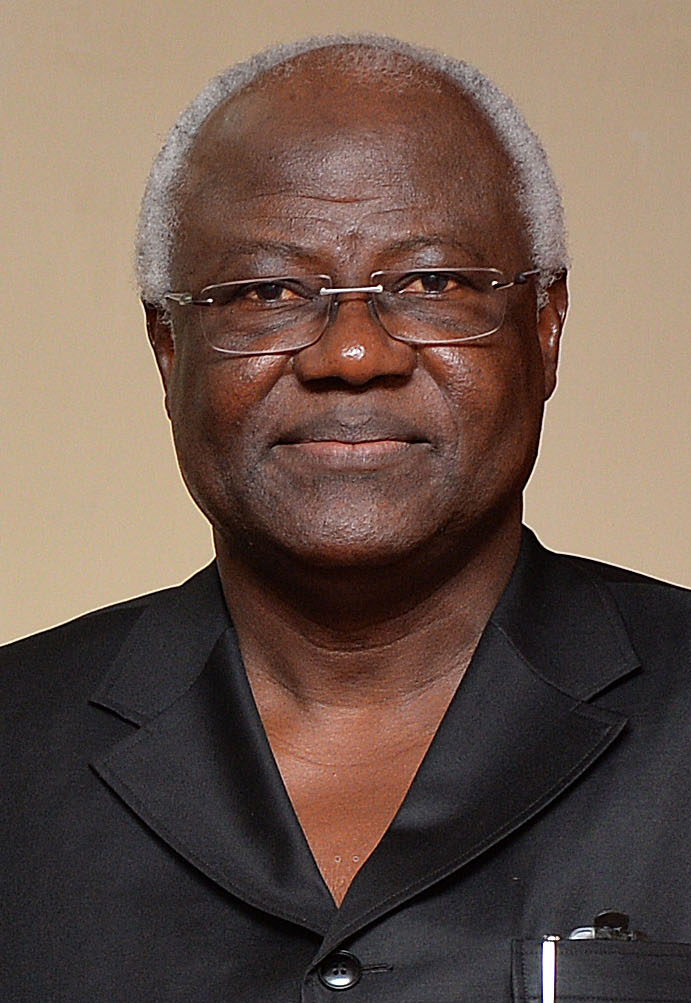
Ernest Koroma (2015)

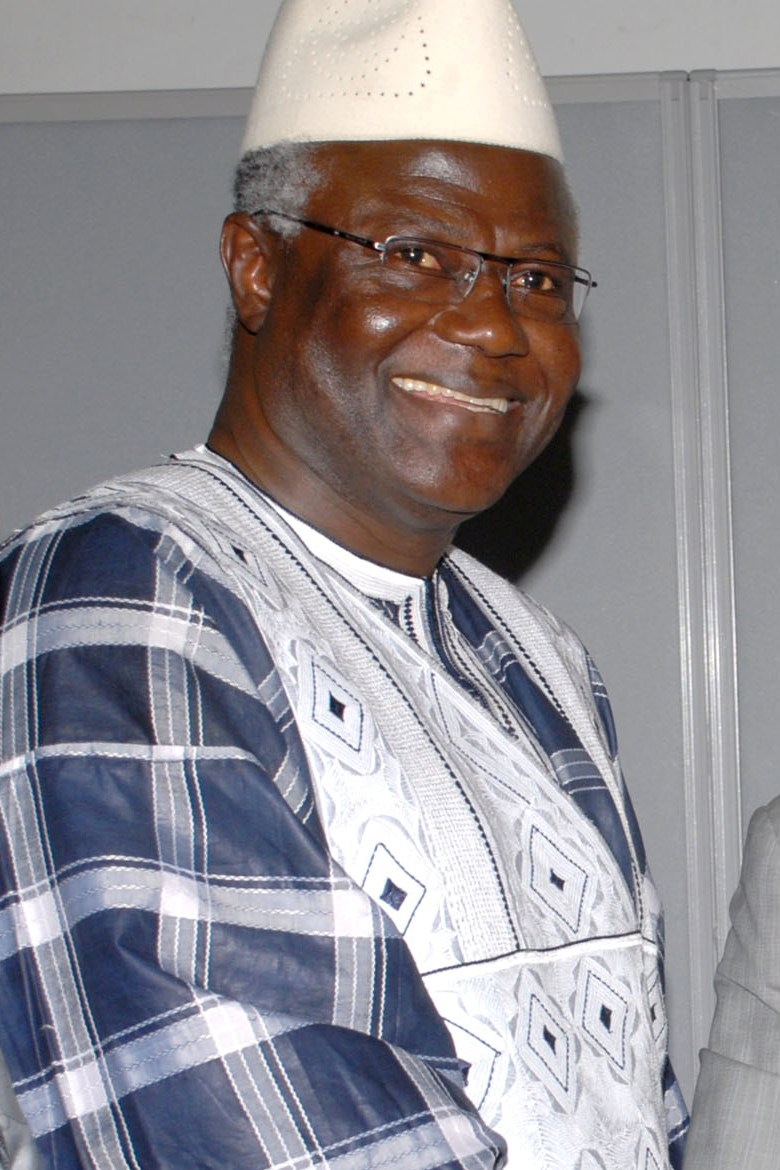
Ernest Koroma (2008)

Ernest Bai Koroma (* 2. Oktober 1953 in Makeni) ist ein sierra-leonischer Politiker. Er war vom 17. September 2007 bis 4. April 2018 Staatspräsident von Sierra Leone. Er ist Vorsitzender des All People’s Congress (APC). Vor Antritt seines Amtes war er Führer der Opposition.
Koromas Vater war Angehöriger der Temne, seine Mutter war Limba. Ernest Bai Koroma selbst wird als Temne betrachtet, da sein Vater Temne war. Er ist wesleyanischer Christ, mit Sia Koroma verheiratet und hat zwei Töchter.

## Ausbildung
Koroma ging auf die christliche Sierra-Leone-Grundschule, der staatlichen Jungenschule in Magburaka und studierte am berühmten Fourah Bay College der University of Sierra Leone, die er 1976 erfolgreich verließ. Koroma wurde für eine kurze Zeit Lehrer an der weiterführenden St.-Francis-Schule in Makeni, bevor er 1978 zur Sierra Leone National Insurance Company wechselte. Zwischen 1978 und 2002 war Koroma ein erfolgreicher Geschäftsmann.

## Politische Laufbahn
Am 24. März 2002 wurde Koroma zum Vorsitzenden des All People’s Congress gewählt. Er war Präsidentschaftskandidat bei den Wahlen 2002, erreichte aber nur 22,3 % der Stimmen und verlor damit gegen Ahmed Tejan Kabbah der Sierra Leone Peoples Party. Koroma gewann einen Sitz im Parlament.
Nach zahlreichen parteiinternen Meinungsunterschieden und Machtkämpfen wurde Koroma im September 2005 wieder als Parteivorsitzender bestätigt. Er führte den APC zu den Parlaments- und Präsidentschaftswahlen im August 2007. Der APC ging relativ überraschend als Gewinner aus den Parlamentswahlen hervor. Koroma konnte zwar im ersten Wahlgang nicht die benötigten 55 % der Stimmen erreichen, wurde am 8. September jedoch bei den Stichwahlen gegen seinen Kontrahenten und Vizepräsidenten Solomon Berewa zum Präsidenten gewählt. Am 17. September 2007, kurz nach Bekanntgabe des offiziellen Wahlergebnisses, wurde Koroma als Präsident vereidigt. Obwohl er in seiner ersten Amtszeit u. a. auf Erfolge bei der Reform des Gesundheitswesens, auf den Tourismus und den Straßenbau hinwies, sprachen ihm Kritiker gelungene ernsthafte Reformen ab und verwiesen auf eine weiterhin schlechte Wirtschaftslage und Korruptionsprobleme.
Am 17. November 2012 gewann Koroma erneut die Präsidentschaftswahl und wurde für eine erneute Amtszeit von fünf Jahren bestätigt. Koroma setzte sich mit 58,7 % der Stimmen gegen Julius Maada Bio (SLPP) durch. Das Wahlergebnis wurde erst am 23. November 2012 bekannt gegeben, nachdem die Opposition Betrugsvorwürfe geäußert hatte. Die Wahlkommission hatte daraufhin 10 % der Stimmen neu auszählen lassen. Beobachter beurteilten die Präsidentschaftswahl, die erstmals ohne Unterstützung der UN stattfand, als frei und fair.
Im Dezember 2023 wurde Ernest Bay Koroma nach zweitägigem Verhör unter Hausarrest gestellt, nachdem es am 26. November 2023 während Demonstrationen zu Ereignissen gekommen war, die von den Behörden Sierra Leones als Putschversuch beschrieben wurden.

## Putschversuch
Koroma wird eine Verwicklung in den am 26. November 2023 durchgeführten Putschversuch in Sierra Leone nachgesagt. Er wurde im Januar 2024 in vier Fällen des Hochverrats angeklagt. Ein Abkommen zum Gang in das Exil wurde von der sierra-leonischen Regierung abgelehnt. Er befindet sich seit Januar 2024 offiziell unter Hausarrest, durfte diesen aber nach Nigeria aus medizinischen Gründen verlassen und befindet sich weiterhin (Stand Juni 2024) dort. Er will eigener Aussage nach im Oktober 2025 nach Sierra leone zurückkehren.
Im Juli 2024 wurde sein Sicherheitsberater wegen Verwicklung in den Putschversuch zu einer Haftstrafe von 44 Jahren verurteilt. Sein Leibwächter erhielt eine Haftstrafe von 182 Jahren. Neun weitere Personen wurden zu Haftstrafen zwischen 30 und 112 Jahren verurteilt.

## Auszeichnungen
- 2010: Afrikanischer Friedenspreis (Africa Peace Award), entgegengenommen im Namen des sierra-leonischen Volkes[16][17]